# Bolsjevik

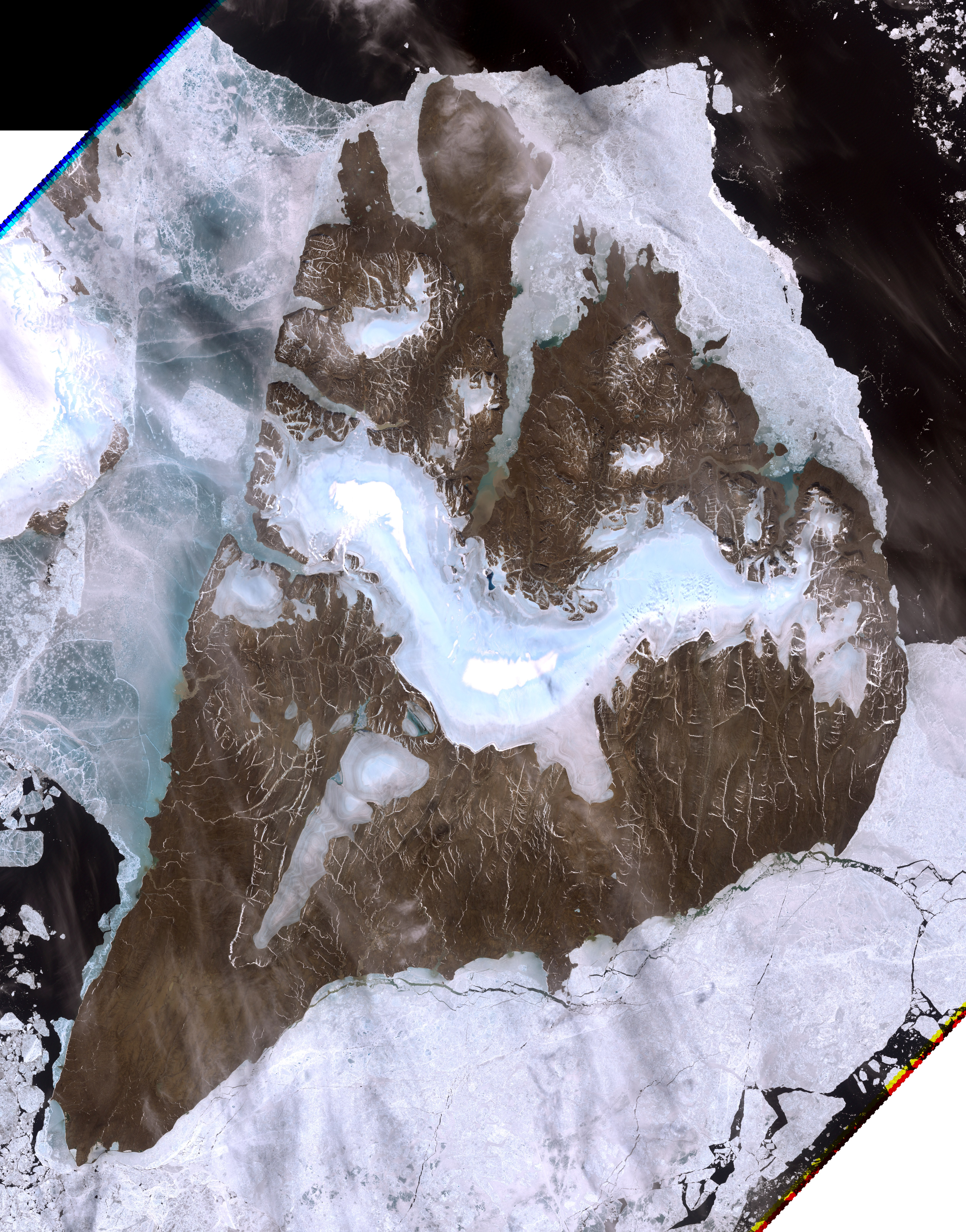
Satellietbeelden van het eiland met linksboven een deel van het eiland Oktoberrevolutie

Bolsjevik of Bolsjewiekeiland (Russisch: Остров Большевик, Ostrov Bolshevik) is het zuidelijkste eiland van de Noordland-archipel (Severnaja Zemlja) in het Russische deel van Noordelijke IJszee. Het wordt gescheiden van het noordwestelijkere eiland Oktoberrevolutie door de Straat Sjokalski en van het veel kleinere zuidoostelijkere eilandje Starokadomski door de Straat Jevgenov. Het is (na Oktoberrevolutie) het op een na grootste eiland van de archipel, die behoort tot het district Tajmyrski van de Russische kraj Krasnojarsk.

## Geografie

### Landschap
De oppervlakte wordt geschat op 11.312 km² (30,6% van de archipel). Het is een bergachtig eiland, waarvan de hoogte oploopt tot 935 meter (naamloze berg). In het zuidelijk deel overheersen heuvelachtige vlakten, die overlopen in plateauvormige verhogingen, waarvan de toppen zijn overdekt met glaciale koepels. Het eiland wordt gekenmerkt door een sterk verbrokkelde bodem en vele steil aflopende hellingen.
Ongeveer een derde (ruim 31% of ruim 3.300 km²) van het eiland is vergletsjerd. De grootste gletsjers zijn de Leningrad, Semjonov-Tjan-Sjanski, Kropotkin, Moesjketov en Luchtfotografie (Aerosjomka). De gletsjers bevatten met 600 meter de hoogste gletsjerevenwichtslijnen van Noordland. Het grootste deel van de ijscomplexen bereiken de zee niet, maar eindigen ofwel in morenes in de valleien of aan de randen van de kustvlaktes. In de kustvlakten overheerst toendravegetatie (mossen en korstmossen) en poolwoestijn.
De kust van het eiland is sterk ingesneden, met name aan noordzijde. De grootste baai is de Achmatovbaai, die tot 60 kilometer het land insteekt en zo in feit het noordelijke deel van het eiland in twee schiereilanden verdeelt. Andere grote baaien zijn de Mikojanbaai en de Telmanfjord (andere grote fjorden zijn de Spartakfjord en de Partizanfjord). Ook bevinden zich er een groot aantal bochten, zoals de Solnetsjny en de Zjoeravlev rond Kaap Tajymr in het zuiden van het eiland.
In het zuiden van het eiland zijn goudhoudende ertslagen aangetroffen.

### Hydrografie
Op het eiland bevinden zich een aantal kleine meertjes, waarvan het Stoedenojemeer en het Spartakovskojemeer de grootste zijn. Ook bevinden zich er vele rivieren, waaronder de Stoedenja, Obryvistaja, Seraja, Kamenka, Nora, Lagernaja, Skalistaja, Golysjeva en Razezdnaja.

### Fauna
De dierenwereld bestaat met name uit een aantal vogelkolonies aan de kust, waaronder drieteenmeeuwen, zilvermeeuwen en grote burgemeesters, en soms worden er slechtvalken, Ross' meeuwen, vorkstaartmeeuwen en ivoormeeuwen aangetroffen. Op het hele eiland komen naar schatting 15 vogelsoorten voor. Zoogdieren die op het eiland worden aangetroffen zijn het wilde rendier, lemmingen, poolvossen, wolven en ijsberen.

### Eilanden rondom
Rondom het eiland bevinden zich diverse kleinere kusteilandjes:
- zuidkust: het eilandje Tasj;
- zuidoostkust: de Tanze-eilanden (twee naamloze eilandjes) en de Vchodnye-eilanden (Severny en Joezjny);
- noordoostkust (ten zuidoosten van de Derjoeginbocht): de eilanden Lavrov, Novy en nog een naamloos eilandje;
- bij de Gejdatsjbocht (iets zuidwestelijker): de eilanden Blizki en Morskoj;
- in de Achmetovbaai rond de kapen Davidov en Dalny: het eiland Lisjni, de Vstretsjnyje-eilanden (Severny, Joezjny, Ostry, Nizki en een naamloos eiland) en het eilandje Klin;
- noordwestkust (Mikojanbaai): de eilandjes Dvoech Tovarisjtsjej en Sportivny
- ten zuidwesten van de Mikojanbaai: de Beregovy-eilanden (Bolsjoj en Maly). Aan noordwestzijde van de baai: het eilandje Zabyty.

## Geschiedenis
Het eiland werd in 1913 ontdekt tijdens de hydrografische expeditie van Boris Vilkitski op de ijsbrekers Tajmyr en Vajgatsj, maar werd toen nog gezien als onderdeel van een grote massa, die Nicolaas-II-Land (later Noordland) werd genoemd. In 1926, toen duidelijk was dat Noordland uit meerdere grote eilanden bestond, gaven de sovjets het eiland zijn huidige naam. In 2005 was er een discussie over het hernoemen van het eiland tot Heilige Olga (Svjatoj Olgi) nadat de Romanovs tot 'strastoterptsy' waren uitgeroepen, maar in 2007 wees de Doema van de kraj Krasnojarsk dit af omdat dit een "maatschappelijk destabiliserende factor" kon zijn.
Het eiland werd voor het eerst gedetailleerd onderzocht tijdens een expeditie tussen 1931 en 1932 van het Instituut voor het Onderzoek naar het Noorden, waaraan Nikolaj Oervantsev, Georgi Oesjakov, Sergej Zjoeravljov en Vasili Chodov deelnamen.
In de sovjetperiode werd na de Tweede Wereldoorlog in het westelijk deel van het eiland, ten zuiden van de Stoedenaja rivier (ten westen van de instroom van de Levaja Lednikova), de Vliegbasis Ostrov Bolsjevik gevestigd als vooruitgeschoven bommenwerperbasis. Mogelijk werd deze basis midden jaren 1960 weer gesloten, toen de Sovjet-Unie haar focus verlegde naar intercontinentale raketten.

### Poolstations
Op het eiland bevinden zich een vliegveld en drie voormalige poolstations, die grotendeels gesloten werden met het verdwijnen van de Noordelijke Zeeroute tussen Doedinka en Pevek in de jaren 1990:
- Solnetsjnajabocht (бухта Солнечная; "zonnebocht") in het zuiden: opgezet op 1 juni 1945. Gesloten op 1 februari 1992.
- Kaap Pestsjany (мыс Песчаный; "zanderige kaap") in het noorden: opgezet op 13 mei 1961. Gesloten op 27 februari 1994.
- Kaap Baranov/Prima aan noordwestzijde, ten westen van Pestsjanaja (bij Kaap Baranov). In 1988 werd het wetenschappelijk onderzoekstation van Kaap Vatoetin op Oktoberrevolutie hierheen verplaatst door het Arctisch en Antarctisch Onderzoeksinstituut.[1] Het was toen een van de meest uitgebreide poolstations van het sovjetpoolgebied. In 1991 werd het geprivatiseerd en kwam het in handen van de toeristische maatschappij Bark, die het verbouwde en hernoemde tot Prima. Van 1992 tot 1996 werd het door Bark gebruikt voor tochten voor buitenlandse toeristen naar de noordpool en arctische archipels.[2] Sindsdien is het gesloten. Het wordt soms nog wel aangedaan door toeristische tours. Alle apparatuur is nog aanwezig en het station is begin 21e eeuw nog gerenoveerd.

Bolsjevik · Klein-Tajmyr · Komsomolets · Kroepskoj · Oktoberrevolutie · Pionier · Schmidt · Sedov-archipel · Starokadomski